# Carlos Castelo (epigrafista)
Carlos Castelo é um epigrafista português do concelho de Lagoa, no Algarve. Desde os seus catorze anos que se dedica ao estudo das escritas canaanita aramaica, egipcia, fenicia, hebraica, grega, rúnica, etrusca e peninsulares hispânicas. É autor da transliteração do Monumento Tumular da Idade do Ferro em Bensafrim inaugurado em 22 de junho de 2002. tem diversos trabalhos publicados na internet onde defende que tanto as linguas latinas como a lingua basca têm origem comum numa lingua pré-romana que se  expandiu a partir do território que hoje compreende o atual sul de Portugal.
Colaboru numa equipe de investigação Gallaico-Castellano, com sede em Madrid, com o objectivo de efetuar um levantamento arqueológico e histórico dos povos ibéricos, desde a época Pré e Proto-histórica, assim como inscrições epigráficas de essas épocas remotas de onde vem a língua e escrita dos povos peninsulares.
Carlos Castelo colaborou com arqueólogos espanhóis; Juan Gil e Manuel Rubio para transliterar inscrições do Sudoeste no território espanhol, que há mais de trinta anos os epigrafistas espanhóis nunca conseguiram traduzir. Entre elas estão duas inscrições de certo relevo; Uma descoberta por Manuel Rubio em Valdecaballeros província de Badajoz, pertencente a um enorme Dólmen com corredor.
Esta inscrição foi publicada pelo mesmo arqueólogo nos XXXI Colóquios Históricos de Extremadura, em 2003, mas, sem a respectiva tradução.
Depois de transliterada por Carlos Castelo, a inscrição refere-se a um homem de nome Oise nativo de Icalonscen ( Igaldon ) cerca de Orke ( Almeria ), segundo a inscrição esse homem foi esquartejado mortalmente.
A outra inscrição de uma Estela encontrada no Castro de Almoroqui, em terras de Trujillo ( Cárceres ) no ano 1971, e publicada pelo Director do Museu Arqueológico de Cárceres, Don Miguel Beltrán Lloris.
Essa inscrição foi dedicada a Akel em ( ibérico ) ou Azel em ( cónio ), como sendo um Konti ( Koniti ), Cuneti em ( grego ) todavia, é diminutivo de Konii ( Conii ).

## Trabalhos
- Os trabalhos inéditos escritos em português e traduzidos para o castellano com a colaboração do Director da Soios, Don Marcelino Somoza, na internet no site de “Soios” que já atingiu mais de um milhão de visitantes; ver página História/Konii
- Transliteração da estela convertida em Monumento de Bensafrim: foto 1, foto 2 foto 3 foto 4 foto 6
- geocities
- Soios
- Centro de Estudos Maritimos e Arqueologicos de Lagos - CEMAL

## Comentários
- CAMINHOS E DESCAMINHOS DO HEBRAICO AO PORTUGUÊS de Isabel Arco Verde Santos (UERJ e UNESA)

Andréa de Melo Souza (UERJ)
- Quintus